# 고시촌 (군마현)
고시촌 또는 다케시촌(일본어: 剛志村)은 일본 군마현 사와군에 설치되었던 촌이다. 현재의 이세사키시에 해당한다.

## 역사
- 1889년 4월 1일 - 정촌제 시행으로 인근 촌이 합병해 사이군 고시촌이 성립.
- 1896년 4월 1일 - 군 통합(사이군과나와군의 통합)으로 사와군 소속이 됨.
- 1955년3월 1일 - 사카이정, 우네메촌, 시마촌과 합병하여 사카이정이 됨.
- 2005년 1월 1일 - 사카이정이 이세사키시, 아카보리정, 아즈마촌과 합병하여 이세사키시가 됨.

## 참고 문헌
- 角川日本地名大辞典編纂委員会, 『角川日本地名大辞典 10 群馬県』1988, 角川書店